# Selamago
Selamago, ou Selamgo, est un woreda du sud de l'Éthiopie situé dans la zone Debub Omo. Ce district a 27 866 habitants en 2007 et fait partie de la région des nations, nationalités et peuples du Sud jusqu'au transfert de la zone dans la région Éthiopie du Sud en août 2023.

## Situation
Bordé à l'ouest par l'Omo qui le sépare de  la région Éthiopie du Sud-Ouest, le district est limitrophe des zones Gofa, Basketo et Ari dans la région Éthiopie du Sud et s'étend vers le sud jusqu'aux rivières Mago et Usno dans le parc national de Mago[réf. souhaitée].
Son centre administratif s'appelle Hana, Hanna ou Yadota et se trouve environ 90 km au nord-ouest de Jinka,.
| Meinit Shasha | Decha     | Konta Melekoza Basketo |
| Maji          | Selamago  | Debub Ari              |
|               | Nyangatom | Bena Tsemay Hamer      |

## Population
Le recensement national de 2007 fait état de 27 866 habitants dans le district dont 4 % de citadins qui sont les 1 233 habitants de Hanna.
Près de la moitié des habitants (45 %) sont de religions traditionnelles africaines, 31 % sont protestants et 12 % sont orthodoxes.
En 2022, la population du district est estimée à 37 954 personnes avec une densité de population de 8 à 9 personnes par km2 et 4 450 km2 de superficie.